# Qu Xiao-Song
Qu Xiao-Song   (Guiyang, 1952) és un compositor xinès. La seva música sensorial és una síntesi de natura i cultura, però també una fusió de l'occidental i l'extrem oriental.

## Biografia
Qu Xiaosong tenia 14 anys quan va esclatar la Revolució Cultural a la Xina. Va haver de treballar com a treballador agrícola per a agricultors de la remota Mio durant quatre anys. Com cap altre compositor xinès, ha estat profundament influït per aquesta experiència fins als nostres dies. Qu es va graduar al Conservatori Central de Música de Pequín el 1983. Posteriorment, van sorgir una sèrie d'obres que van sorgir completament de l'esperit de la música popular xinesa, com les tres cantates: Mong Dong (1986), Cleaving the Coffin (1987) basada en una llegenda sobre el filòsof xinès Zhuangzi i Mist(1991). El 1989 va ser convidat al "Centre for US-China Arts Exchange" de la Universitat de Colúmbia de Nova York per obtenir una beca; des de llavors viu a la ciutat de Nova York. El 1990 va començar el seu cicle de treball Ji (Silence), format per set parts. El silenci no és una pausa aquí com a la música occidental, sinó el propi esdeveniment musical més important: Qu Xiaosong va rebre encàrrecs del "Holland Festival", el "American Composers Forum", lOrquestra Xinesa de Hong Kong i la Musica Viva Boston. Les seves òperes Edip i La mort d'Edip van celebrar el 1993 i 1994 estrena a Estocolm i Amsterdam; la seva òpera de cambra The Test va ser encarregada el 2004 per la Biennal de Múnic i la "Zeitgenössische Oper Berlin" i es va estrenar el maig del 2004. Qu Xiao-song ensenya composició al Conservatori de Xangai.